# Джекіл і Гайд (фільм, 1990)
«Джекіл і Гайд» (англ. Jekyll & Hyde) — британський телевізійний фільм жахів 1990 року, заснована на романі «Дивна історія доктора Джекіла й містера Гайда» Роберта Луїса Стівенсона.

## Сюжет
Лондон. 1889 рік. Генрі Джекілл — нещасна людина. Його дружина померла від пневмонії. Він хоче одружитися з невісткою, але її батько забороняє будь-які контакти з ним. А експерименти з подвійності натури все більш турбують Джекіла, через те, що прийняті ліки перетворюють його в жорстоку тварину, яка жадає насильства і збочених насолод. Джекіл швидко звикає до брудної свободи, викликаної ліками.

## Номінації
- Номінація «Золотий глобус» — Найкраща чоловіча роль мінісеріалу або телефільму 1991 року, Майкл Кейн.